# Поездка на осле (наказание)

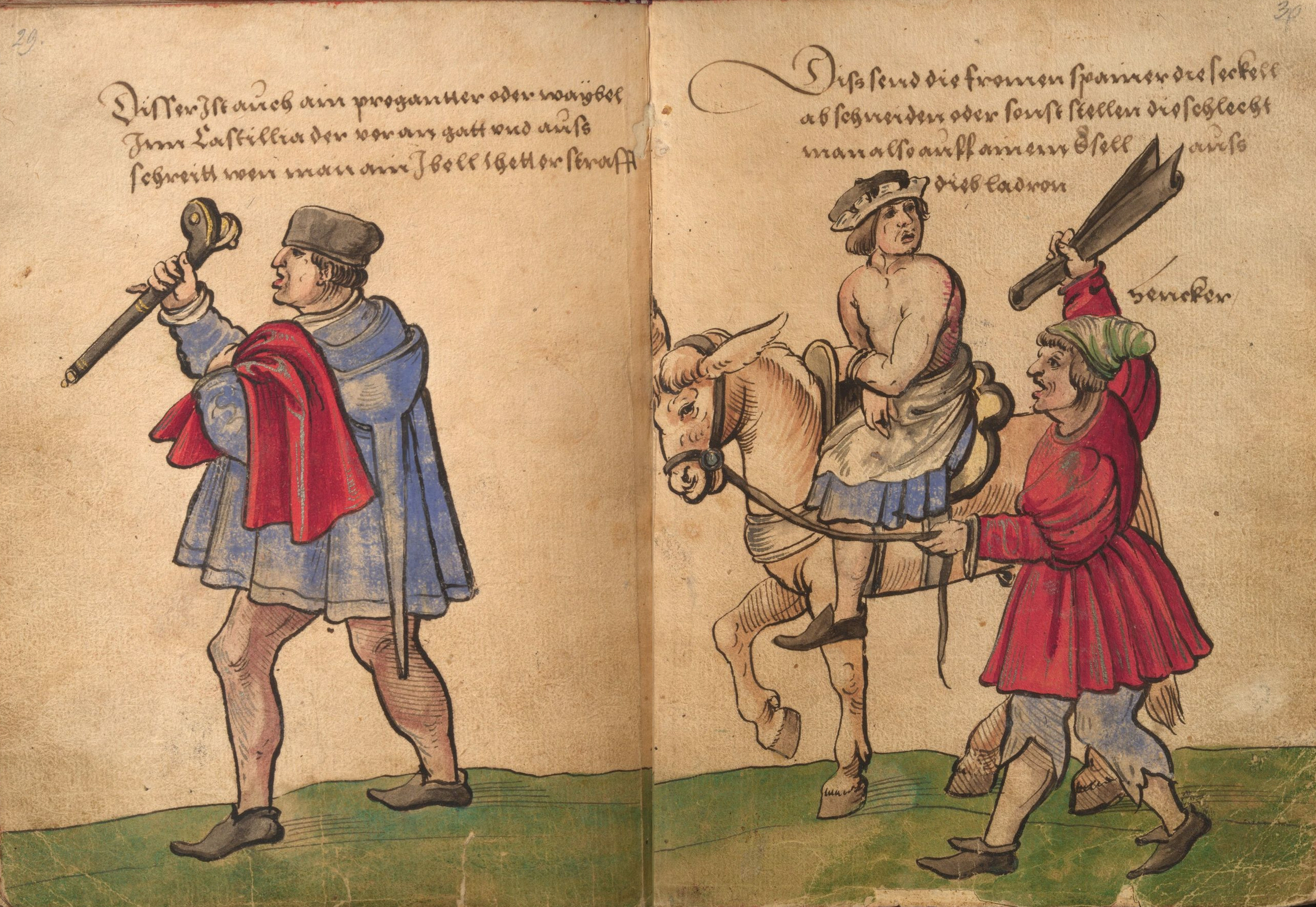
«Прогулка на осле» (справа), рисунок Кристофа Вайдица, ок. 1530—1540

«Поездка на осле», «прогулка на осле» — наказание, имевшее целью публичное унижение, получившее довольно широкое распространение в Средние века. Наказываемый человек, часто связанный, сажался верхом на осла, которого гнали через деревню или город, при этом иногда нанося сидящему удары; часто человека перед этим раздевали догола и (или) усаживали на осла спиной к голове животного. Подобная поездка на осле подразумевала общественный позор и бесчестье. Такая традиция известна с древних времён. После битвы при Мегиддо в XV веке до н. э. древнеегипетский писец Танини с некоторой насмешкой сообщил, что победивший фараон Тутмос III помиловал пленённых сирийско-ханаанских правителей, но отправил их по домам верхом на ослах с позором, так как все их лошади были взяты египтянами в виде трофейной добычи.
В Древней Греции наказание применялось за нарушение сексуальных запретов. Историк и философ Николай Дамасский писал об обычае бытовавшем в полисах Писидии (юго-запад Малой Азии): «Если кто-либо будет схвачен как прелюбодей, то в течение установленного числа дней его и женщину возят по городу на осле». По сообщению Плутарха, подобное наказание применялось и в отношении неверной жены (эолийская колония Киме): «Женщину, уличённую в неверности, выводили на площадь и ставили всем напоказ на какой-то камень. Затем её сажали на осла (др.-греч. ὄνος) и провозили вокруг всего города, а потом она опять должна была стоять на том же камне. После этого женщина оставалась обесславленной на всю жизнь и звалась „онобатис“; камень же из-за этого считался нечистым, и его чурались». Источники умалчивают о подобной практике в Древнем Риме. Возможно, что из Греции традиция попала в Византию, где она известна в уголовном праве с V века. Здесь наказание применялось в отношении политических изменников, узурпаторов светской или церковной власти.
Предполагается, что из греческой или византийской традиции (возможно и оба влияния) обычай утвердился в Западной Европе. Подобное наказание назначалось за целый ряд преступлений: прелюбодеяние или супружеская неверность, лжесвидетельство, предательство, лишение кого-либо свободы, а также для женщин, бивших своих мужей, и одновременно для мужчин, терпевших удары женщин. Известно, что такому наказанию подвергался антипапа Иоанн XVI. Во Франции такое наказание в средние века получило особую популярность. Там оно было известно под термином azouade. Оно использовалось в тех случаях, когда жители города (чаще всего соседи семейной пары) хотели наказать нарушителей социальных норм в области сексуального поведения. Так, к таким мерам прибегали в отношении лиц, заподозренных в супружеской неверности, причём санкции обрушивались на мужа, а не на любовника. К azouade обращались и в том случае, если жена била мужа, а он терпел это. В таких случаях муж подвергался публичной унизительной процедуре. Его сажали лицом к хвосту осла и возили по городу. Так, такое правило существовало в 1375 году в Санлисе. Подобное наказание практиковалось и на Востоке. Ташхир — в Индии во времена Великих Моголов преступника сажали, вычернив ему лицо, верхом на осла задом наперёд и таким образом провозили по всем улицам города. Следы обычая обнаруживаются в источниках с Кавказа, в частности в нартском эпосе (поездка на осле Урызмага, мужа Сатаны).
По некоторым данным последняя запись о подобном наказании датирована 1814 годом. По другим сведениям, в Италии наказание фигурирует в источниках XIII—XV веков, в Германии вплоть до конца XVI века, а во Франции (Гасконь) практиковалось и в XIX веке. Поездка на осле могла быть частью более серьёзного наказания или сочетаться с другими унизительными наказаниями — например, с маской позора или привязыванием к позорному столбу.